# Новорощинская улица
Новоро́щинская у́лица — улица в Московском районе Санкт-Петербурга. Проходит от улицы Коли Томчака до железной дороги.

## Достопримечательности
- Пост «Цветочный» (совр. станция «Цветочная»), откуда в марте 1918 года отправился поезд, на котором Совет Народных Комиссаров переехал из Петрограда в Москву[2].  Объект культурного наследия № 7810332000№ 7810332000